# Вержус

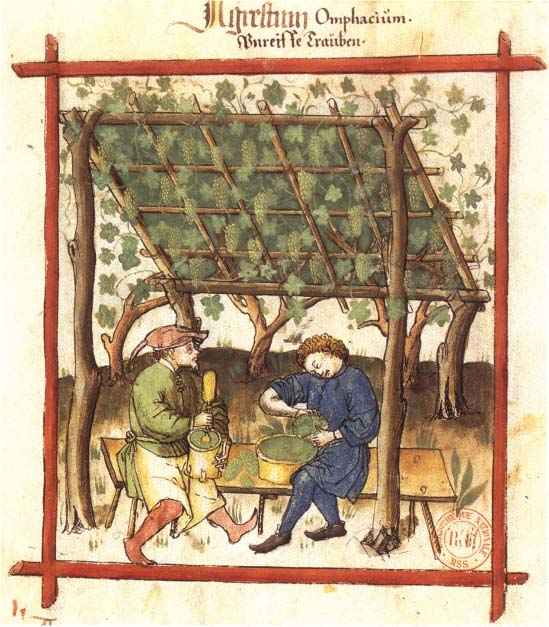
Збір зеленого винограду для виготовлення вержуса. Tacuinum Sanitatis (1474). Національна бібліотека Франції

Вержу́с (фр. verjus, від средньофранцузского verjuice — «зелений сік») — кислий сік, який роблять, відтискуванням недозрілого винограду. Традиційний інгредієнт французьких соусів та рецепту діжонської гірчиці. Вержус цінується за тонку кислинку, яку він надає соусу.

## Історія
Колись широко використовувався в рецептах, в яких зараз застосовується вино та деякі різновиди оцту, за широкої доступності вин і оцтів втратив своє значення. Проте досі використовується у французьких стравах, а також в рецептах кухонь Європи та Близького Сходу та продається в магазинах, що спеціалізуються на делікатесах. Популярний також в Південній Австралії, де використовується в ресторанах.
Сучасні кухарі найчастіше використовують вержус в соусах для салатів заради кислоти, коли до салату подається вино, щоб кислота не конкурувала зі смаком вина, оскільки кислота вержуса м'якша, ніж у лимона або оцту.
Різновидом вержусу є хушр (араб. حصرم), який використовується в сирійській кухні.
Перською мовою сік незрілого винограду називається аб-гурех та застосовується в північно-іранській та азербайджанській кухнях.
В Австралії почав широко продаватися з 1984 року завдяки популяризації місцевим кухарем та упорядником кулінарних книг Меггі Бір.

## Інші значення
Автори книги про середньовічну кухню стверджують, що засолені зерна винограду в Середньовіччі також називалися вержусом.

В департаменті Ардеш сидр, ферментований з яблучного соку, називався вержус. У середньовічній англійській кулінарній літературі верджусом іноді називається яблучний сік.